# Folkets högsta åklagarämbete

Folkrepubliken Kinas statsvapen.

Folkets högsta åklagarämbete har det yttersta ansvaret för åtal och förundersökningar i Kina i Folkrepubliken Kina, med undantag för Hongkong och Macao som har sina egna domstolsväsenden. 
Åklagarämbetet har skapats efter sovjetisk modell. Sedan 1954 utser Nationella folkkongressen överåklagaren och ämbetet regleras enligt sektion 7 i Folkrepubliken Kinas konstitution från 1982.
Under kulturrevolutionen föll åklagarämbetet i skymundan, men myndigheten uppmärksammades åter under rättegången mot de Fyras gäng 1980.

## Lista över överåklagare
Utnämnd av Kinesiska folkets politiskt rådgivande konferens:
- Luo Ronghuan (罗荣桓, 最高人民检察署署长), oktober 1949 - oktober 1954

Utnämnda av Nationella folkkongressen:
- Zhang Dingcheng (张鼎丞), september 1954 - januari 1975

Ämbetet avskaffades mellan 1975 och 1978
- Huang Huoqing (黄火青), mars 1978 - mars 1983
- Yang Yichen (杨易辰), mars 1983 - mars 1988
- Liu Fuzhi (刘复之), april 1988 - mars 1993
- Zhang Siqing (张思卿), mars 1993 - mars 1998
- Han Zhubin (韩杼滨), mars 1998 - september 2003
- Jia Chunwang (贾春旺), september 2003 - mars 2008
- Cao Jianming (曹建明), mars 2008 - mars 2018
- Zhang Jun (张军),  mars 2018 - mars 2023
- Ying Yong (应勇), mars 2023 -